# Harrie Smolders
Harrie Smolders (Lage Mierde, 10 de mayo de 1980) es un jinete neerlandés que compite en la modalidad de salto ecuestre.
Ganó una medalla de plata en el Campeonato Mundial de Saltos Ecuestres de 2022 y una medalla de plata en el Campeonato Europeo de Saltos Ecuestres de 2017.
Participó en los Juegos Olímpicos de Verano, ocupando el séptimo lugar en Río de Janeiro 2016 y el cuarto en Tokio 2020, en la prueba por equipos.

## Palmarés internacional
| Campeonato Mundial | Campeonato Mundial  | Campeonato Mundial | Campeonato Mundial |
| Año                | Lugar               | Medalla            | Categoría          |
| ------------------ | ------------------- | ------------------ | ------------------ |
| 2022               | Herning (Dinamarca) | Medalla de plata   | Por equipos        |
| Campeonato Europeo |                     |                    |                    |
| Año                | Lugar               | Medalla            | Categoría          |
| 2017               | Gotemburgo (Suecia) | Medalla de plata   | Individual         |